# Alto Piquiri
Alto Piquiri este un oraș în Paraná (PR), Brazilia.